# Cléder
Cléder (en bretó Kleder) és un municipi francès, situat a la regió de Bretanya, al departament de Finisterre. L'any 2006 tenia 3.781 habitants. A l'inici del curs 2007 el 25,7% dels alumnes del municipi eren matriculats a la primària bilingüe.

## Demografia
| 1962                                       | 1968  | 1975  | 1982  | 1990  | 1999  |
| ------------------------------------------ | ----- | ----- | ----- | ----- | ----- |
| 4.544                                      | 4.275 | 3.923 | 3.928 | 3.801 | 3.641 |
| Des de 1962: població sense dobles comptes |       |       |       |       |       |

## Administració
| Període   | Identitat       | Partit        |
| --------- | --------------- | ------------- |
| 1983-1995 | Yves Guillou    | Divers droite |
| 1995-2008 | Jean-Luc Uguen  | Divers gauche |
| 2008-     | Gérard Danielou | Divers droite |